# Skywalker-gibbon
A Skywalker-gibbon (Hoolock tianxing) egy gibbonfaj, mely Délnyugat-Kínában és Mianmarban él. 2017-ben írták le először, az American Journal of Primatologyban.

## Életmódja
Mint minden gibbon, ez is a fákon él. Főleg levelekkel, gyümölcsökkel, virágokkal táplálkozik.